# Обьет
Обье́т (фр. Aubiet) — коммуна во Франции, находится в регионе Юг — Пиренеи. Департамент — Жер. Входит в состав кантона Жимонт. Округ коммуны — Ош.
Код INSEE коммуны — 32012.

## География
Коммуна расположена приблизительно в 600 км к югу от Парижа, в 55 км западнее Тулузы, в 16 км к востоку от Оша.

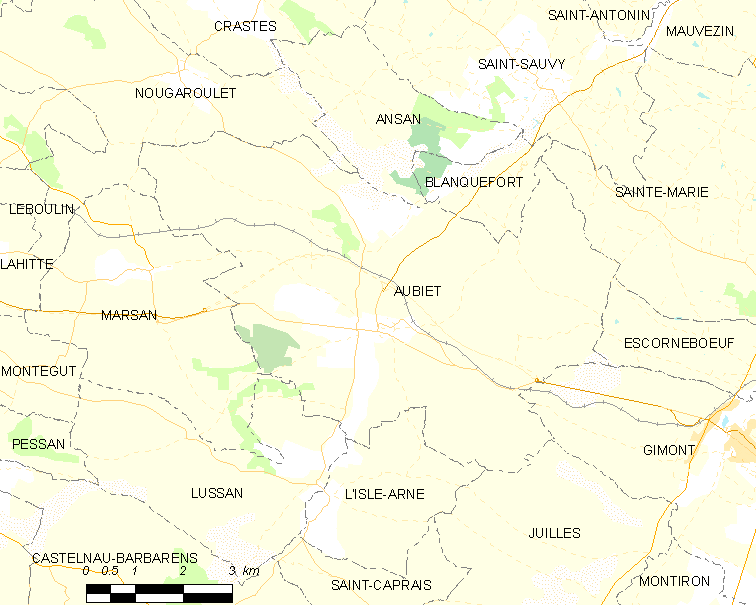
Карта коммуны

По территории коммуны протекает река Арратс.

## Климат
Климат умеренно-океанический. Лето жаркое и немного дождливое, температура часто превышает 35 °С. Зимой часто бывает отрицательная температура и ночные заморозки. Годовое количество осадков — 700—900 мм.

## Население
Население коммуны на 2010 год составляло 1114 человек.
| 1962 | 1968 | 1975 | 1982 | 1990 | 1999 | 2010 |
| ---- | ---- | ---- | ---- | ---- | ---- | ---- |
| 960  | 971  | 880  | 911  | 1019 | 1002 | 1114 |

## Администрация
| Период | Период | Фамилия           | Партия       | Примечания |
| ------ | ------ | ----------------- | ------------ | ---------- |
| 2001   | 2008   | Доминик Паскьо    | Разные левые |            |
| 2008   | 2010   | Даниэль Азар      |              |            |
| 2010   | 2011   | Жан-Пьер Амьель   |              |            |
| 2011   | 2020   | Жан-Венсан Пизони |              |            |

## Экономика
В 2010 году среди 707 человек трудоспособного возраста (15-64 лет) 532 были экономически активными, 175 — неактивными (показатель активности — 75,2 %, в 1999 году было 74,6 %). Из 532 активных жителей работали 492 человека (264 мужчины и 228 женщин), безработных было 40 (24 мужчины и 16 женщин). Среди 175 неактивных 57 человек были учениками или студентами, 71 — пенсионерами, 47 были неактивными по другим причинам.